# Rue des Clarisses (Liège)
Pour les articles homonymes, voir Rue des Clarisses.
La rue des Clarisses est une rue du centre de Liège.

## Situation et accès
Elle relie la place Saint-Jacques à la rue des Carmes en longeant l'athénée royal Charles Rogier.
Rues adjacentes
- Place des Carmes
- Rue des Carmes
- Avenue Maurice Destenay
- Place Saint-Jacques
- Rue Saint-Paul

## Origine du nom
Son nom lui vient du couvent des Clarisses qui a été démoli pour y construire l'athénée royal Charles Rogier, appelé communément Liège 1, qui occupe tout le côté sud de la rue.